# Dionisio Llamazares
Dionisio Llamazares Fernández (Yugueros, 1936) es un jurista, catedrático universitario y político español, desde 2011 presidente del Centro UNESCO en Madrid.

## Biografía
Licenciado en Derecho y doctorado en Derecho Canónico por la Universidad de Oviedo, continuó su formación jurídica en la Universidad de Múnich. Accedió a la carrera docente como profesor en la misma universidad ovetense. Más tarde alcanzó la cátedra en la Universidad de Zaragoza, después en Valladolid, donde fue decano de la Facultad de Derecho, y finalmente en la Complutense madrileña como catedrático del Derecho de Eclesiástico del Estado. Es director de la «Cátedra Fernando de los Ríos sobre Laicidad y Libertades Públicas» de la Universidad Carlos III de Madrid y, desde 2011, preside el Centro UNESCO de la Comunidad de Madrid. En 2005 recibe su nombramiento como doctor honoris causa por la Universidad Carlos III. En 2011, la Universidad de Valladolid lo nombró doctor honoris causa.En 2024, recibe la misma distinción por la Universidad de León.
En el ámbito político, fue elegido procurador de las Cortes de Castilla y León dentro de la candidatura del Partido Socialista Obrero Español (PSOE) por la circunscripción de Valladolid en dos ocasiones: 1983 y 1987; fue presidente de las mismas en la primera legislatura (1983-1987) y vicepresidente segundo en la siguiente (1987-1991). Ese mismo año fue designado por el Consejo de Ministros director general de Asuntos Religiosos, en sustitución de Luis María de Zavala; al cesar en 1993, fue nombrado Presidente del Consejo Escolar del Estado, cargo que mantuvo hasta su cese en 1996 por la ministra de Educación, Esperanza Aguirre, en el primer gobierno de José María Aznar.
Sus aportaciones a la modernización del estudio y conocimiento del Derecho Canónico y el Derecho Eclesiástico del Estado se consideran fundamentales dentro del marco de la Constitución de 1978 y ha sido clave para otorgar a la laicidad su condición de principio jurídico que informa el derecho positivo sin que por ello las creencias religiosas se vean mermadas en la esencia constitucional, esto es, la protección de la libertad de conciencia. En su obra, finalmente, quedan transidos por la libertad de conciencia el conjunto de los derechos fundamentales. Llamazares es autor, además de un gran número de artículos en revistas especializadas, de varias obras jurídicas entre las que se encuentran Condición y matrimonio en el derecho canónico (1976), con la que influyó en la revisión del Código de Derecho Canónico años después; Derecho eclesiástico del Estado: derecho de la libertad de conciencia (1989), Derecho de la Libertad de Conciencia (dos tomos, 1997-1999) o Educación para la ciudadanía democrática (2009).